# Amerigo Vespucci (veliero)
L'Amerigo Vespucci è un veliero della Marina Militare italiana, costruito nel 1931 a Castellammare di Stabia, come nave scuola per l'addestramento degli allievi ufficiali dei ruoli normali dell'Accademia Navale di Livorno.

## Storia

### Nella Regia Marina
La decisione di costruire l'Amerigo Vespucci venne assunta nel 1925, per sostituire l'omonima nave scuola della classe Flavio Gioia, un incrociatore a motore e a vela, ormai prossimo alla radiazione, che fu posto in disarmo nel 1928 e ormeggiato nel porto di Venezia per essere adibito ad asilo infantile, riservato agli orfani dei marinai.

LAmerigo Vespucci a Brindisi (fine settembre 1943)

Il Vespucci fu progettato insieme al gemello Cristoforo Colombo (sebbene di dimensioni leggermente diverse) nel 1930 dall'ingegnere foggiano Francesco Rotundi, tenente colonnello del Genio navale e direttore dei Regi cantieri navali di Castellammare di Stabia riprendendo i progetti del veliero Monarca, l'ammiraglia della Real Marina del Regno delle Due Sicilie, poi ribattezzato Re Galantuomo quando fu incorporato nella Marina piemontese dopo l'annessione del Regno delle Due Sicilie. I progetti ricopiati erano dell'ingegnere navale napoletano Felice Sabatelli ed erano custoditi a Castellammare di Stabia insieme alle tecnologie necessarie alla costruzione di questa tipologia di imbarcazione. La nave-scuola fu varata il 22 febbraio 1931 a Castellammare di Stabia. Partì completamente allestita il 2 luglio alla volta di Genova dove, il 15 ottobre 1931, ricevette la bandiera di combattimento nelle mani del suo primo comandante, Augusto Radicati di Marmorito. Il suo compito fu quello di affiancare la Cristoforo Colombo nell'attività di addestramento, e venne inquadrata nella Divisione Navi Scuola insieme alla Colombo e a un'altra nave minore, facendo varie crociere addestrative nel Mediterraneo e nell'Atlantico.
Svolse regolarmente l'attività addestrativa anche durante la seconda guerra mondiale, a parte l'anno 1940. Al termine del conflitto restò in servizio solo la Vespucci, in quanto, per l'effetto degli accordi internazionali, la Cristoforo Colombo dovette essere ceduta, insieme ad altre unità, all'URSS, quale risarcimento dei danni di guerra.

### Dal dopoguerra
Dal 1946 al 1952 è stata l'unica nave scuola a vela della Marina militare italiana fino all'entrata in servizio dell'Ebe, un brigantino goletta acquistato dalla Marina Militare nel 1952 e che era stato costruito nel 1921. A partire dal 1955 è stata affiancata da un altro veliero acquistato dalla Francia e ribattezzato Palinuro. Attualmente l'Amerigo Vespucci è la più anziana nave della Marina Militare ancora in servizio.
Il motto della nave, ufficializzato nel 1978, è «Non chi comincia ma quel che persevera» ed esprime la sua vocazione alla formazione e addestramento dei futuri ufficiali della Marina Militare. I precedenti motti sono stati: «Per la Patria e per il Re»; sostituito nel 1946 con «Saldi nella furia dei venti e degli eventi».

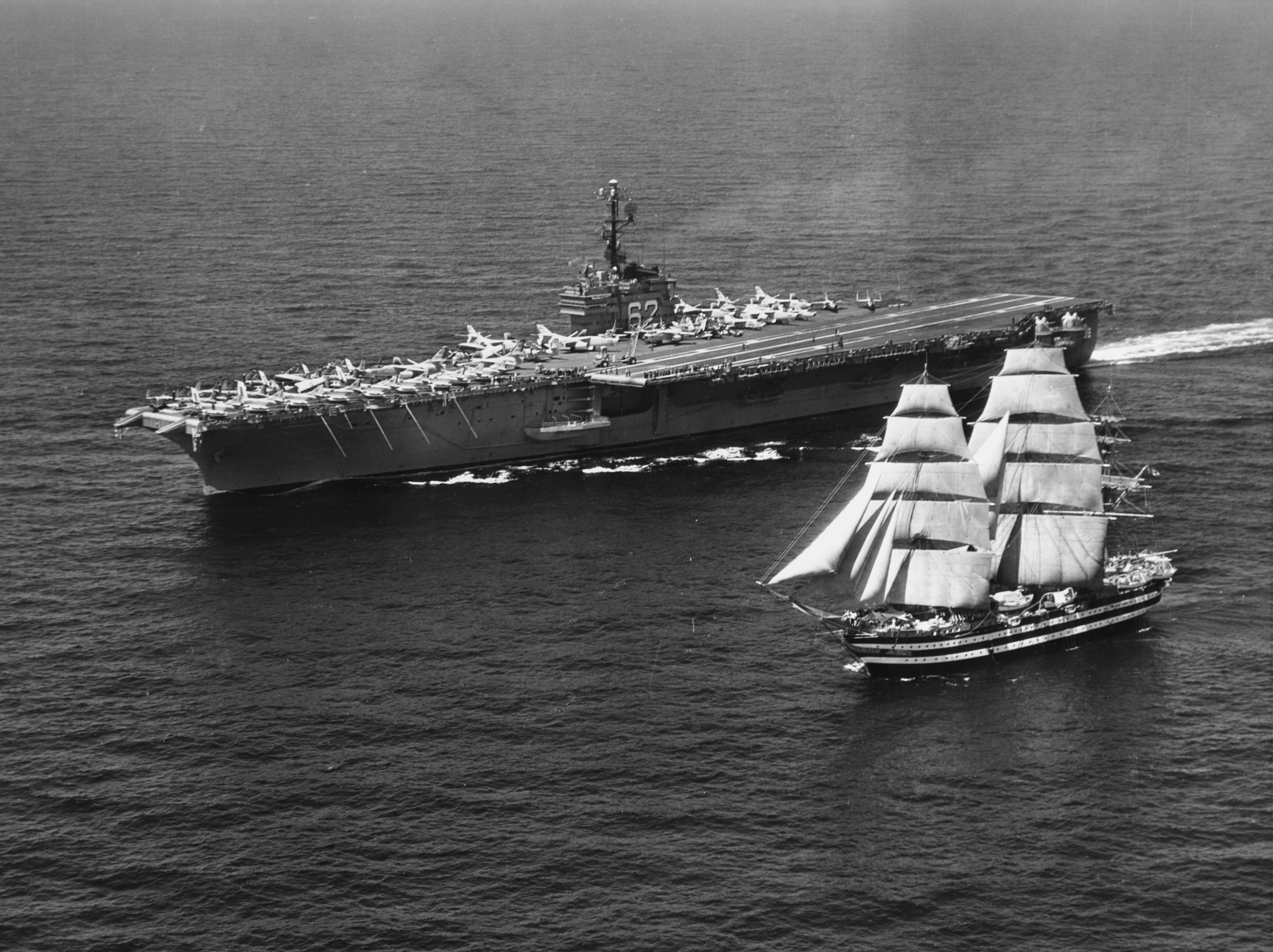
La USS Independence (CVA-62) e l'Amerigo Vespucci nel Mediterraneo, 12 luglio 1962

In occasione delle Olimpiadi di Roma del 1960 l'Amerigo Vespucci ha trasportato via mare la fiamma olimpica dal Pireo a Siracusa.
Alcune fonti riportano un aneddoto, che risalirebbe all'incontro avvenuto nel luglio 1962 nel Mediterraneo con la portaerei statunitense USS Independence, secondo cui quest'ultima avrebbe lampeggiato con il segnalatore luminoso: «Chi siete?», ricevendo come risposta: «Nave scuola Amerigo Vespucci, Marina Militare Italiana». La nave statunitense avrebbe quindi segnalato: «Siete la più bella nave del mondo».
L'Amerigo Vespucci ha partecipato alla manifestazione "Il mare deve vivere", crociera ecologica del Mediterraneo svoltasi dal 9 aprile al 15 giugno 1978. In tale occasione la nave è approdata nei porti più importanti del Mediterraneo. Le Poste hanno dedicato all'evento una serie di quattro francobolli da L. 170 con un annullo speciale richiamante l'annullo del 20 aprile 1978, giorno dell'approdo nel porto di Cagliari.
L'addestramento si svolge attraverso le campagne addestrative, con crociere d'istruzione, effettuate già 71 volte, avvengono con itinerari diversi; in particolare questa nave scuola si è recata in Nord Europa 37 volte, 20 in Mediterraneo, 4 in Atlantico orientale, 7 in Nord America, 1 in Sud America. L'unica circumnavigazione del globo fu compiuta tra il maggio 2002 e il settembre 2003.
Oltre all'addestramento, ha spesso avuto il compito di ambasciatore sul mare dell'arte, della cultura e dell'ingegneria italiana, presentandosi in molti dei più importanti porti del mondo in particolari occasioni come ad Auckland nell'ottobre 2002 in occasione della 31ª edizione dell'America's Cup, più recentemente ad Atene nel 2004 per le Olimpiadi e a Portsmouth nel 2005 per la commemorazione della battaglia di Trafalgar, ove ha avuto un ruolo di primo piano.

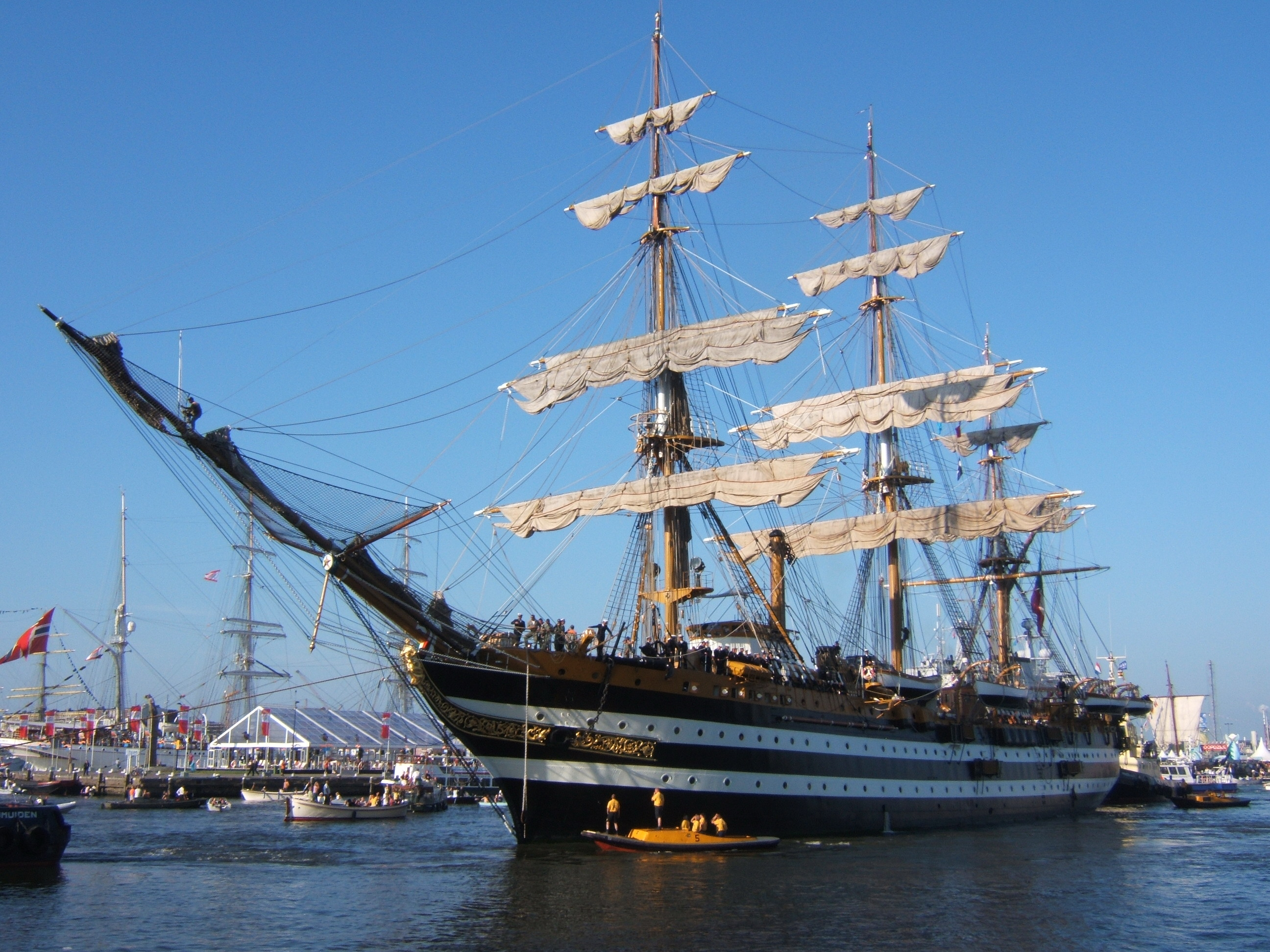
Amerigo Vespucci ad Amsterdam nel 2005

Nel 2006, a 75 anni dall'entrata in servizio, ha ricevuto presso l'Arsenale militare marittimo della Spezia pesanti lavori di manutenzione con la sostituzione completa dell'albero di trinchetto per sopraggiunti limiti di usura, ricostruito fedelmente all'originale ricorrendo alle tecniche artigianali dell'epoca; la sostituzione di alcune lamiere a scafo richiodate da abili artigiani e la riconfigurazione del locale ausiliari con impianti di recente concezione.

### Tall Ship's Race
Nel 1992 fra l'altro ha partecipato alle Colombiadi, grande regata organizzata in occasione del 500º anniversario della scoperta dell'America da parte di Cristoforo Colombo.
Ha partecipato inoltre nel 2000 alla Tall Ships' Race, la competizione che mette a confronto le Tall Ship, i velieri ad alti alberi delle navi scuola di tutto il mondo.
In sei mesi l'Amerigo Vespucci ha percorso oltre 10 000 miglia, arrivando seconda, dietro la tedesca Gorch Fock.
La nave-scuola ha partecipato anche alle The Tall Ships' Races 2007 Mediterranea.

### Grandi lavori (2013-2016)
Dal 14 ottobre 2013 la nave dipende direttamente dal Comando in Capo della Squadra Navale (CINCNAV).
Nel corso della sosta dal 24 ottobre 2013 al 23 aprile 2016 presso il bacino n. 6 dell'Arsenale militare marittimo di La Spezia, sosta definita "ammodernamento di mezza vita", "prolungamento vita operativa" (AMV - PVO), sulla nave scuola Amerigo Vespucci sono stati effettuati:
- installazione di un nuovo sistema di propulsione e generazione dell'energia:
  - 2 motori Diesel generatori MTU a poppa da 12 cilindri a V, con potenza di 1 320 kW ciascuno.
  - 2 motori Diesel generatori MTU più piccoli a prora da 8 cilindri da 760 kW ciascuno[10].
  - 1 motore asincrono trifase a frequenza variabile Nidec ASI (ex Ansaldo Sistemi Industriali)[11] da 1 500 kW.
- installazione di una nuova linea asse comprensiva di elica a passo fisso progettata dallo Stato maggiore della Marina;
- ammodernamento di molti degli impianti accessori di bordo (es: elettrico, acqua di lavanda, scarichi, ombrinali, ecc.);
- ammodernamento sistema di navigazione e telecomunicazioni (es: satellitare, comunicazioni in generale, ecc.), in particolare:
  - 1 radar GEM Elettronica 753(V)5,
  - 1 antenna satellitare ORBIT AL-7103.
- allestimento nuovi locali di vita per equipaggio, eccetto area storica e dell'area allievi;
- nuova disposizione delle cucine e forno e dell'area sanitaria;
- restauro del teak della coperta, per circa 850 m²;
- carenamento con applicazione di un ciclo di pitturazione con rivestimento antivegetativo a base di fluoropolimero a tecnologia foul release (ovvero tecnologia che consente un rilascio controllato di sostanze attive[12]), priva di biocidi (cosiddetta siliconica);
- manutenzione "dell'alberata", con anche modifiche strutturali e migliorative per la sicurezza in generale del personale che lavora sugli alberi e pennoni;
- verifica di tutte le manutenzioni soggette a scadenze di legge.

### Campagne navali e d'istruzione (dal 2016)

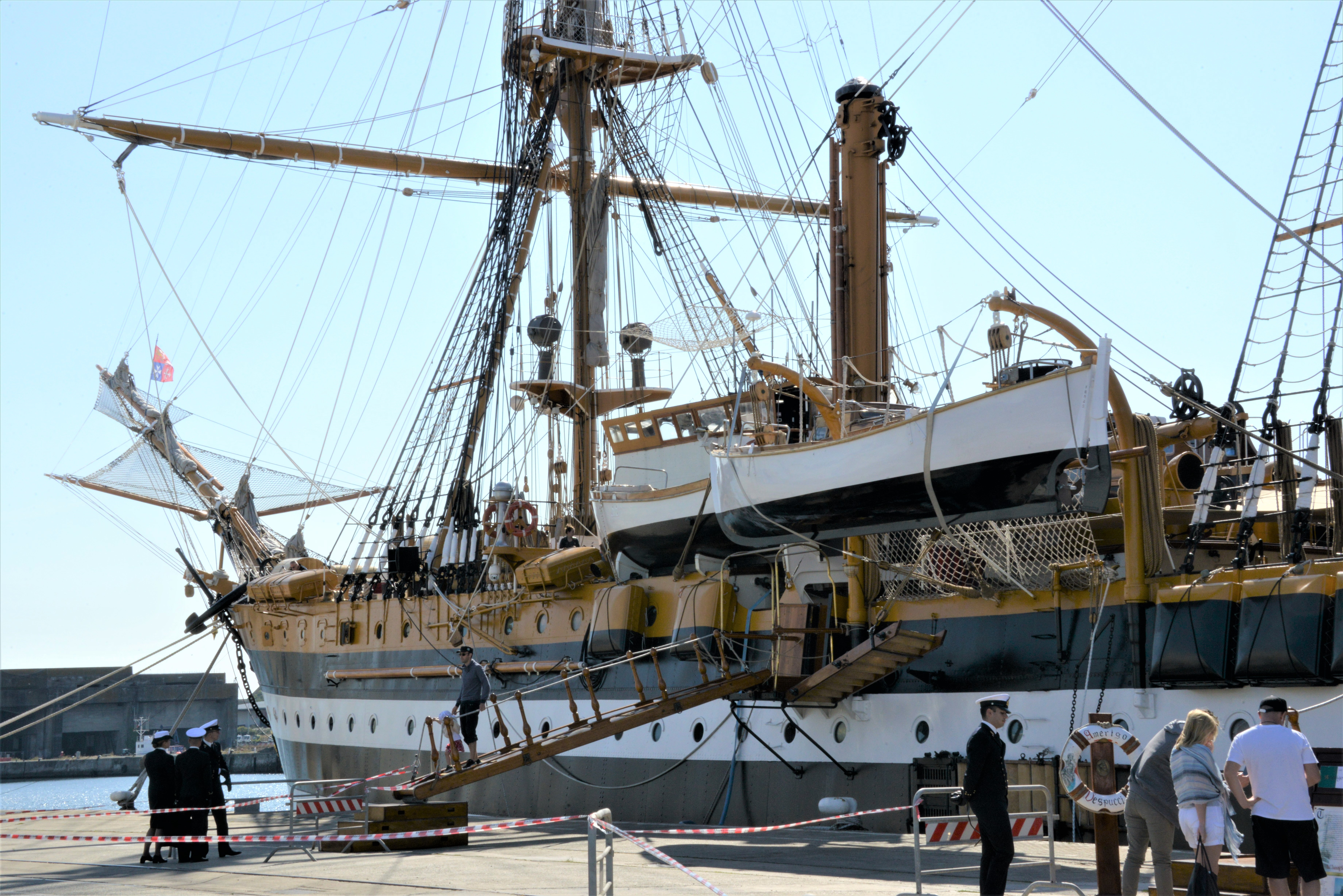
Il veliero nel 2018, a La Rochelle dopo i lavori d'ammodernamento

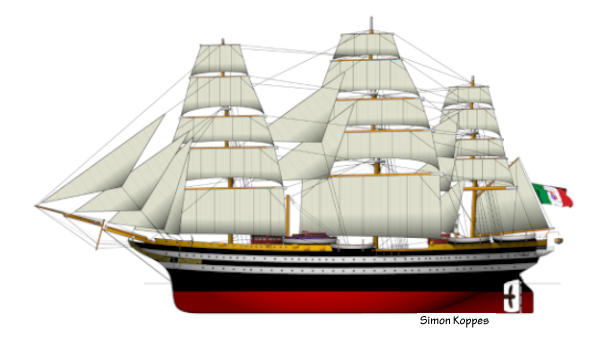
Disegno Amerigo Vespucci

Dopo i grandi lavori effettuati il Vespucci è poi salpato dall'Arsenale di La Spezia il 27 aprile 2016 agli ordini del capitano di vascello Curzio Pacifici per effettuare una campagna navale di rilevanza nazionale in occasione del suo ottantacinquesimo compleanno toccando numerosi porti italiani.
In occasione della campagna addestrativa del 2017, la nave è tornata a solcare l'Oceano Atlantico dopo 17 anni, raggiungendo il Canada e gli USA; la nave ha partecipato alle celebrazioni del 150º anniversario della confederazione canadese e alla Tall Ship Race.

### Amerigo Vespucci Tour Mondiale 2023-2025
Il 1º luglio 2023, dal porto di Genova, la nave parte dopo una breve cerimonia per svolgere il giro del mondo, al comando del capitano di vascello Luigi Romagnoli. 
L'iniziativa sarebbe costata circa 40 milioni di euro
Durante la sosta nel porto di Cartagena de Indias (Colombia), si è svolta la cerimonia di cambio di comando della nave, che è stato assunto dal capitano di vascello Giuseppe Lai. Il comandante Lai ha mantenuto il ruolo di comando fino al completamento del Tour Mondiale.
La nave scuola parte per la circumnavigazione del globo terrestre circa vent'anni dopo il primo tour mondiale che si svolse da maggio 2002 a settembre 2003.
La navigazione passa dai seguenti porti:
- Genova, Italia
- Marsiglia, Francia
- Las Palmas, Spagna
- Dakar, Senegal
- Praia, Capo Verde
- Santo Domingo, Repubblica Dominicana
- Cartagena, Colombia
- Port of Spain, Trinidad e Tobago
- Fortaleza, Brasile
- Rio de Janeiro, Brasile
- La Plata, Argentina
- Montevideo, Uruguay
- Buenos Aires, Argentina
- Ushuaia P.Arenas, Argentina
- Valparaiso, Cile
- Callao, Perù
- Puerto Ayora, Ecuador
- Balboa, Panama

- Puerto Vallarta, Messico
- Los Angeles, Stati Uniti d'America
- Honolulu, Stati Uniti d'America
- Tokyo, Giappone
- Manila, Filippine
- Darwin, Australia
- Singapore, Singapore
- Belawan, Malesia
- Phuket, Thailandia
- Mumbai, India
- Karachi, Pakistan
- Doha, Qatar
- Abu Dhabi, Emirati Arabi Uniti
- Muscat, Oman
- Jeddah, Arabia Saudita
- Aqaba, Giordania
- Alessandria d'Egitto, Egitto

Dopo il successo del tour mondiale, iniziò il tour Mediterraneo. Il tour passa dai seguenti porti:
- Trieste, Italia
- Venezia, Italia
- Ancona, Italia
- Ortona, Italia
- Durazzo, Albania
- Brindisi, Italia
- Taranto, Italia
- La Valletta, Malta
- Porto Empedocle, Italia

- Reggio Calabria, Italia
- Palermo, Italia
- Napoli, Italia
- Cagliari, Italia
- Gaeta, Italia
- Civitavecchia, Italia
- Livorno, Italia
- Genova, Italia

Il 10 giugno 2025, in concomitanza con la festa della marina, completa il giro del mondo tornando a Genova, dove viene accolto dal ministro della difesa Guido Crosetto e dal presidente della repubblica Sergio Mattarella.
Il 15 giugno salpa da Genova per La Spezia, dove verrà sottoposto a lavori di manutenzione, per un costo totale di 9 milioni di euro.

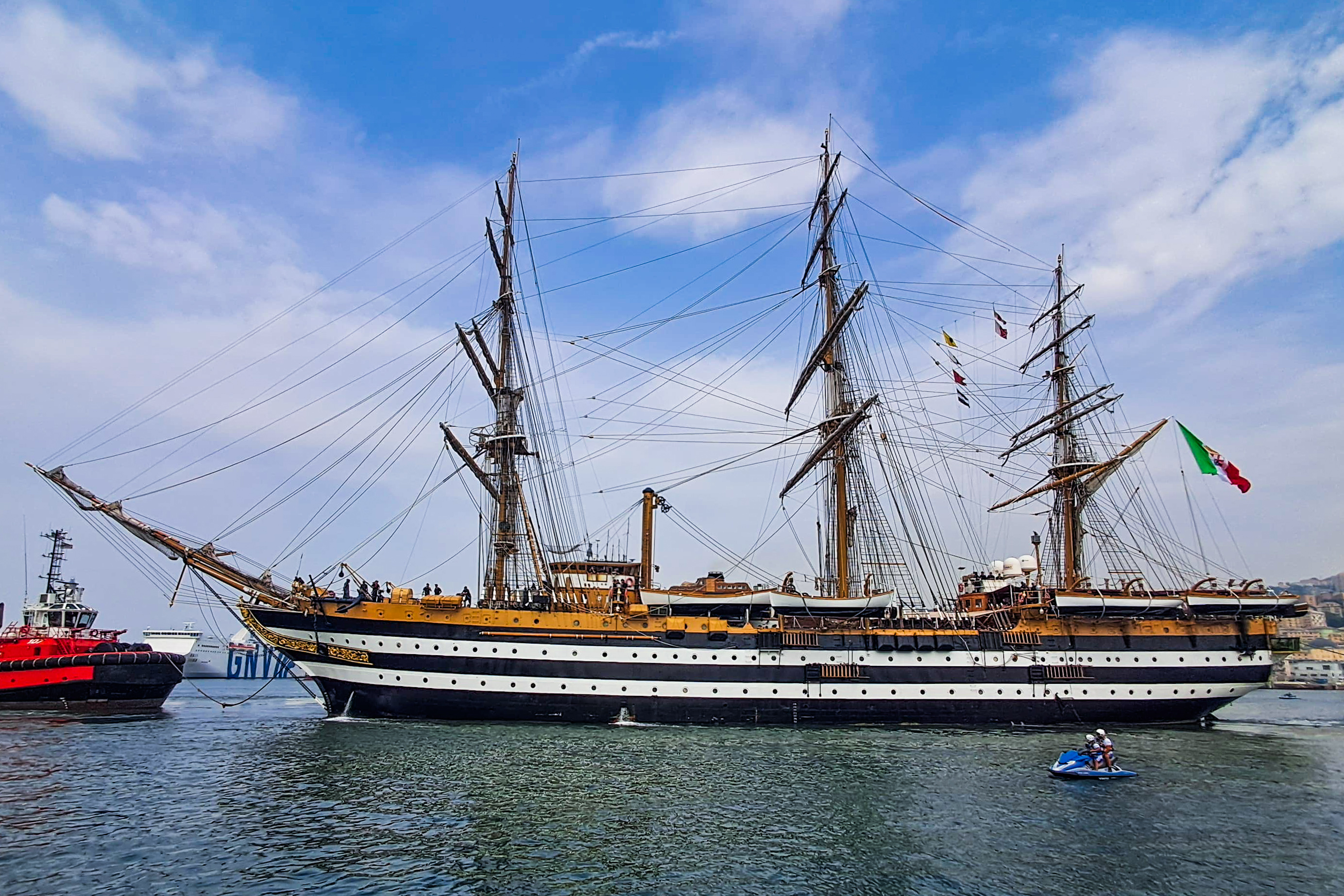
Il Vespucci in partenza da Genova per La Spezia, 16 giugno 2025.

## Descrizione
È una nave a vela con motore che mantiene vive le vecchie tradizioni. Dal punto di vista dell'attrezzatura velica è "armata a Nave", quindi con tre alberi verticali (trinchetto, maestra e mezzana) tutti dotati di pennoni e vele quadre, più il bompresso sporgente a prora, a tutti gli effetti un quarto albero.
Le 26 vele sono ancora in tela olona, le cime sono tutte ancora di materiale vegetale, e tutte le manovre vengono rigorosamente eseguite a mano; ogni ordine a bordo viene impartito dal comandante, tramite il nostromo, con il fischietto; l'imbarco e lo sbarco di un ufficiale avviene con gli onori al barcarizzo (l'apertura del parapetto di una nave, attraverso la quale si accede al ponte dall'esterno, mediante una scala o una passerella) a seconda del grado dell'ospite.

### Altri dati tecnici
- Stazza netta: 1 202,57 GT (tsl).
- Scafo: in acciaio (lamiere chiodate) a tre ponti definiti di coperta, batteria e corridoio con castello e cassero rispettivamente a prua e poppa.
- Imbarcazioni di supporto: n. 11 per l'addestramento e per i servizi portuali.
- Superficie velica: 2 635 m² su 24 vele quadre e di straglio in tela olona (fibra naturale).
- Alberatura: su 3 alberi e bompresso (18 metri), albero di maestra (54 metri), trinchetto (50 metri) e mezzana (43 metri) - parte inferiore degli alberi pennoni bassi in acciaio.
- Manovre fisse e correnti in fibra naturale per circa 36 km di lunghezza.
- Copertura del ponte, castello, cassero e rifiniture in legno teak.
- Apparato motore: 2 motori Diesel generatori MTU, con potenza di 1 320 kW ciascuno e 2 motori Diesel generatori MTU da 760 kW ciascuno, accoppiati da due motori elettrici di propulsione Nidec ASI di 750 kW ciascuno disposti in serie, 1 elica a 4 pale fisse, quattro alternatori Diesel per l'energia elettrica.

### Equipaggio
L'equipaggio è composto da 14 ufficiali, 72 sottufficiali e 190 sottocapi e comuni. Nei mesi estivi imbarca anche gli allievi del primo anno di corso dell'Accademia Navale di Livorno, circa 140, per un totale di circa 470 persone.
L'equipaggio ha compiti diversi ed è suddiviso in servizio operazioni (addetto a tutte le operazioni riguardanti la navigazione), servizio marinaresco (addetto alle operazioni varie alle imbarcazioni e di ormeggio e disormeggio), servizio dettaglio (gestisce le mense di bordo), servizio armi (custodisce le armi e si occupa dell'addestramento all'uso), servizio genio navale/elettrico (si occupa dell'apparato motore, dell'energia elettrica), servizio amministrativo/logistico (predispone gli atti amministrativi e gestisce le cucine) e servizio sanitario (cura tutto il personale).

## Incidenti
- Il 24 maggio 2012 il sottocapo di terza classe nocchiere Alessandro Nasta muore precipitando dall'albero di maestra della nave. Il 10 dicembre 2015 il GUP di Civitavecchia rinvia a giudizio tutti gli ufficiali di marina indagati; tra questi figura l'ammiraglio Giuseppe De Giorgi, poi capo di stato maggiore della Marina.[24][25]

## Cronotassi dei comandanti dell'unità
Il 15 giugno 1931 il capitano di vascello Augusto Radicati di Marmorito, ultimo comandante del precedente Amerigo Vespucci radiato nel 1928, assunse il comando della nuova unità. Anche la precedente unità aveva prestato servizio come nave scuola. Impostata il 9 dicembre 1879, nel Regio Arsenale di Venezia, e varata il 31 luglio 1882, iniziò la sua carriera come incrociatore a motore e a vela. Nel 1893 venne adattata a Nave Scuola per gli Allievi della Regia Accademia Navale, effettuando 26 Campagne d'Istruzione prima di essere posta in disarmo nel 1927, al termine di una Campagna addestrativa nel Mediterraneo occidentale.
Questa la lista dei comandanti che si sono avvicendati al comando della nave:
- capitano di vascello Augusto Radicati di Marmorito 15 giugno 1931 - 19 ottobre 1932
- capitano di corvetta Giorgio Biagi 20 ottobre 1932 - 23 ottobre 1932
- capitano di corvetta Giuseppe Micheluccini 24 ottobre 1932 - 24 febbraio 1933
- capitano di fregata Aristotile Bona 25 febbraio 1933 - 30 aprile 1933
- capitano di vascello Tommaso Panunzio 1º maggio 1933 - 16 giugno 1934
- capitano di fregata Valerio Della Campana 17 giugno 1934 - 27 ottobre 1934
- capitano di corvetta Giuseppe Gastone Pardo 28 ottobre 1934 - 10 dicembre 1934
- capitano di corvetta Marco Aurelio Raggio 11 dicembre 1934 - 15 dicembre 1934
- capitano di corvetta Antonio Muffone 16 dicembre 1934 - 16 giugno 1935
- capitano di vascello Aristotile Bona 17 giugno 1935 - 13 settembre 1935
- capitano di corvetta Mario Giorgini 14 settembre 1935 - 23 ottobre 1935
- tenente di vascello Ferdinando Riva di San Severino 24 ottobre 1935 - 16 novembre 1935
- tenente di vascello Alessandro Mazzetti di Pietralata 17 novembre 1935 - 30 novembre 1935
- capitano di corvetta (compl.) Pietro Corrao 1º dicembre 1935 - 15 ottobre 1936
- capitano di fregata Gaetano Correale 16 maggio 1936 - 26 maggio 1936
- capitano di fregata Giuseppe Raimondo 27 maggio 1936 - 16 giugno 1936
- capitano di fregata Luigi Corsi 17 giugno 1936 - 13 maggio 1937
- capitano di fregata Giuseppe Prelli 14 maggio 1937 - 23 settembre 1938
- capitano di fregata Rodolfo del Minio 24 settembre 1938 - 27 settembre 1938
- capitano di fregata Fortunato Bertelli 28 settembre 1938 - 13 ottobre 1938
- capitano di fregata Rodolfo Del Minio 14 ottobre 1938 - 30 aprile 1939
- capitano di corvetta Carlo Ungher di Löwenberg 1º maggio 1939 - 26 giugno 1939
- capitano di fregata Rodolfo Del Minio 27 giugno 1939 - 8 ottobre 1939
- capitano di corvetta Luigi Monterisi 9 ottobre 1939 - 18 dicembre 1939
- capitano di corvetta Alfredo Ghiselli 19 dicembre 1939 - 22 gennaio 1940
- capitano di fregata Rodolfo Del Minio 23 gennaio 1940 - 30 luglio 1940
- capitano di fregata Diego Guicciardi 31 luglio 1940 - 23 dicembre 1940
- capitano di fregata Ernesto Navone 24 dicembre 1940 - 12 luglio 1941
- capitano di corvetta Vittorio Ferrandi 13 luglio 1941 - 24 luglio 1941
- capitano di vascello Sebastiano Morin 25 luglio 1941 - 27 agosto 1944
- capitano di corvetta Marcello Sanfelice di Monteforte 28 agosto 1944 - 2 settembre 1944
- capitano di vascello Andrea Gasparini 3 settembre 1944 - 6 maggio 1945
- capitano di vascello Francesco Padolecchia 7 maggio 1945 - 14 novembre 1946
- capitano di corvetta Aldo Borromeo 15 novembre 1946 - 21 febbraio 1947
- capitano di corvetta Gino Rosica 22 febbraio 1947 - 27 maggio 1947
- capitano di corvetta Eugenio Manca di Villahermosa 28 maggio 1947 - 30 giugno 1947
- capitano di vascello Candido Bigliardi 1º luglio 1947 - 24 ottobre 1947
- capitano di corvetta Eugenio Manca di Villahermosa 25 ottobre 1947 - 11 gennaio 1948
- capitano di fregata Luciano Sotgiu 12 gennaio 1948 - 9 luglio 1948
- capitano di vascello Ugo Avelardi 10 luglio 1948 - 23 ottobre 1948
- capitano di corvetta Eugenio Manca di Villahermosa 24 ottobre 1948 - 11 novembre 1948
- capitano di corvetta Mario Gigli 12 novembre 1948 - 27 gennaio 1949
- capitano di fregata Renato Frascolla 28 gennaio 1949 - 15 maggio 1949
- capitano di vascello Umberto Del Grande 16 maggio 1949 - 29 maggio 1949
- capitano di fregata Arrigo Trallori 30 maggio 1949 - 23 giugno 1949
- capitano di vascello Umberto Del Grande 24 giugno 1949 - 18 ottobre 1950
- capitano di fregata Pasquale Gigli 19 ottobre 1950 - 7 maggio 1951
- capitano di vascello Silvano Brengola 8 maggio 1951 - 10 maggio 1952
- capitano di vascello Emilio Olivieri 11 maggio 1952 - 10 gennaio 1953
- capitano di fregata Andrea Sersale 11 gennaio 1953 - 24 aprile 1953
- capitano di vascello Luciano Sotgiu 25 aprile 1953 - 15 dicembre 1953
- capitano di fregata Francesco Bartoli 16 dicembre 1953 - 20 maggio 1954
- capitano di vascello Emilio Olivieri 21 maggio 1954 - 30 giugno 1954
- capitano di vascello Alcide Bardi 1º luglio 1954 - 23 novembre 1954
- capitano di vascello Francesco Bartoli 24 novembre 1954 - 18 dicembre 1954
- tenente di vascello Alvise Fon 19 dicembre 1954 - 10 gennaio 1955
- capitano di fregata Pietro Gherardelli 11 gennaio 1955 - 31 maggio 1955
- capitano di vascello Ugo Giudice 1º giugno 1955 - 31 marzo 1956
- capitano di vascello Arrigo Trallori 1º aprile 1956 - 7 novembre 1956
- capitano di fregata Italo Bimbi 8 novembre 1956 - 30 novembre 1956
- capitano di vascello Giuseppe Zambardi 1º dicembre 1956 - 19 novembre 1957
- capitano di vascello Mario Gigli 20 novembre 1957 - 26 ottobre 1958
- capitano di vascello Eugenio Manca di Villahermosa 27 ottobre 1958 - 30 ottobre 1960
- capitano di vascello Fazio Casari 31 ottobre 1960 - 31 ottobre 1961
- capitano di vascello Marco Revedin 1º novembre 1961 - 31 ottobre 1962
- capitano di vascello Corrado Dequal 1º novembre 1962 - 10 novembre 1963
- capitano di vascello Ulrico Laccetti 11 novembre 1963 - 5 giugno 1964
- capitano di vascello Danilo Silvestri 6 giugno 1964 - 20 novembre 1964
- capitano di vascello Agostino Straulino 21 novembre 1964 - 28 ottobre 1965
- capitano di vascello Renato D'Ottaviano 29 ottobre 1965 - 29 ottobre 1966
- capitano di vascello Carlo Lapanje 30 ottobre 1966 - 31 ottobre 1967
- capitano di vascello Ugo Foschini 1º novembre 1967 - 25 ottobre 1968
- capitano di vascello Alberto Varanini 26 novembre 1968 - 20 gennaio 1970
- capitano di vascello Vincenzo Scarpato 21 gennaio 1970 - 27 gennaio 1971
- capitano di vascello Piero Bernotti 28 gennaio 1971 - 20 dicembre 1971
- capitano di vascello Francesco Ribuffo 21 dicembre 1971 - 31 ottobre 1972
- capitano di vascello Giorgio Belliardi 1º novembre 1972 - 9 marzo 1973
- capitano di vascello Mario Germani 10 marzo 1973 - 20 marzo 1973
- capitano di vascello Alvise Fon 21 marzo 1973 - 12 ottobre 1973
- capitano di vascello Giuseppe Colombo 13 ottobre 1973 - 5 ottobre 1974
- capitano di vascello Franco Faggioni 6 ottobre 1974 - 8 ottobre 1975
- capitano di vascello Roberto Palombieri 9 ottobre 1975 - 27 ottobre 1976
- capitano di vascello Roberto Truglio 28 ottobre 1976 - 28 ottobre 1977
- capitano di vascello Mario Di Giovanni 29 ottobre 1977 - 28 ottobre 1978
- capitano di vascello Andrea Corsini 29 ottobre 1978 - 28 ottobre 1979
- capitano di vascello Giovanni Iannucci 29 ottobre 1979 - 28 ottobre 1980
- capitano di vascello Franco Valentino 29 ottobre 1980 - 28 ottobre 1981
- capitano di vascello Vincenzo Angelantoni 29 ottobre 1981 - 29 ottobre 1982
- capitano di vascello Renato Sicurezza 30 ottobre 1982 - 29 ottobre 1983
- capitano di vascello Alessandro Ronca 30 ottobre 1983 - 29 ottobre 1984
- capitano di vascello Aldo Defranceschi 30 ottobre 1984 - 29 ottobre 1985
- capitano di vascello Romano Di Cecio 30 ottobre 1985 - 29 ottobre 1986
- capitano di vascello Tullio Dequal 30 ottobre 1986 - 29 ottobre 1987
- capitano di vascello Gianluca Assettati 30 ottobre 1987 - 29 ottobre 1988
- capitano di vascello Sergio Santi 30 ottobre 1988 - 29 ottobre 1989
- capitano di vascello Marco Pistelli 30 ottobre 1989 - 29 ottobre 1990
- capitano di vascello Mario Tumiati 30 ottobre 1990 - 29 ottobre 1991
- capitano di vascello Giancarlo Schiavoni 30 ottobre 1991 - 29 ottobre 1992
- capitano di vascello Dalmazio Sauro 30 ottobre 1992 - 29 ottobre 1993
- capitano di vascello Gabriele Cola 30 ottobre 1993 - 29 ottobre 1994
- capitano di vascello Armando Leoni 30 ottobre 1994 - 29 ottobre 1995
- capitano di vascello Riccardo Ricci 30 ottobre 1995 - 3 novembre 1996
- capitano di vascello Angelo Leonardo Lattarulo 4 novembre 1996 - 22 novembre 1998
- capitano di vascello Francesco Carlo Rizzo di Grado e di Premuda 23 novembre 1998 - 23 novembre 1999
- capitano di vascello Ugo Bertelli 24 novembre 1999 - 26 ottobre 2000
- capitano di vascello Angelo Libertucci 27 ottobre 2000 - 26 ottobre 2001
- capitano di vascello Gai Vassallo 27 ottobre 2001 - 26 ottobre 2002
- capitano di vascello Giuseppe Antonio Guglietta 27 ottobre 2002 - 26 ottobre 2003
- capitano di vascello Francesco Carlo Bottoni 27 ottobre 2003 - 26 ottobre 2004
- capitano di vascello Mario Billardello 27 ottobre 2004 - 26 ottobre 2005
- capitano di vascello Andrea Liorsi 27 ottobre 2005 - 26 ottobre 2006
- capitano di vascello Massimo Vianello 27 ottobre 2006 - 26 ottobre 2007
- capitano di vascello Maurizio Bonora 27 ottobre 2007 - 26 ottobre 2008
- capitano di vascello Claudio Confalonieri 27 ottobre 2008 - 26 ottobre 2009
- capitano di vascello Giorgio Trossarelli 27 ottobre 2009 - 26 ottobre 2010
- capitano di vascello Paolo Giacomo Reale 27 ottobre 2010 - 26 ottobre 2011
- capitano di vascello Domenico La Faia 27 ottobre 2011 - 28 ottobre 2012
- capitano di vascello Curzio Pacifici 29 ottobre 2012 - 4 ottobre 2016
- capitano di vascello Angelo Patruno[27] 4 ottobre 2016 - 5 ottobre 2017
- capitano di vascello Roberto Recchia 5 ottobre 2017 - 3 ottobre 2018
- capitano di vascello Stefano Costantino 3 ottobre 2018 - 8 ottobre 2019
- capitano di vascello Gianfranco Bacchi 9 ottobre 2019 - 17 settembre 2021
- capitano di vascello Massimiliano Siragusa 18 settembre 2021[28] - 11 settembre 2022
- capitano di vascello Luigi Romagnoli 12 settembre 2022 - 9 settembre 2023
- Capitano di Vascello Giuseppe Lai 9 settembre 2023 - in carica

Tra i comandanti da ricordare Agostino Straulino, olimpionico di vela, che al comando della nave passò alla leggenda grazie all'uscita a vele spiegate dal porto di Taranto attraverso il canale navigabile, manovra replicata il 22 agosto del 2020 dal Comandante Bacchi ma con rotta inversa.
Appartiene al comandante Straulino anche il record di velocità a vela con 14,6 nodi.
Altro comandante da ricordare è Ugo Foschini, famoso per la risalita e il ritorno a vela nel Tamigi sino a Londra nel 1968, che venne esaltata dalla stampa inglese.
Sia il comandante Straulino sia il comandante Foschini uscirono dal corso di Accademia "I rostri" (1936-1939).

## Elenco dei nostromi
La nave scuola Amerigo Vespucci ha tra le sue particolarità che tutti i comandi delle manovre da eseguire da parte dell'equipaggio, e in particolare dai nocchieri vengono dati con l'uso del fischietto, chiamato "fischietto del nostromo".
I nostromi che dal 1931 a oggi si sono avvicendati sulla nave sono stati solo diciotto e sono ricordati da una targa ricordo posta sulla nave per iniziativa del maresciallo Antioco Tilocca.
I nostromi che si sono avvicendati a bordo sono stati:
- 1930-1931 Brandimante
- 1931-1940 Giuseppe Puxeddu noto Pusceddu (caduto nell'affondamento della Regia Nave Roma)
- 1940-1943 Tommaso Lombardi
- 1943-1945 Domenico Scotto
- 1945-1946 Gavino Moretti
- 1946-1947 Luigi Ferrari
- 1947-1948 Dante Verniani
- 1948-1950 Carlo Cerrea
- 1950-1967 Vittorio Busatto
- 1967-1973 Francesco Cibien
- 1973-1981 Guido Coccia
- 1981-1994 Mario Garuti
- 1994-1999 Giovanni Miccoli
- 1999-2004 Corrado Gala
- 2004-2007 Giovanni Miccoli
- 2007-2009 Antioco Tilocca
- 2009-2012 Pippo Scollo
- 2012-2018 Giulio D'Elia
- 2018-2023 Adriano Gandino
- 2023 in carica Luca Zanetti

## Galleria d'immagini

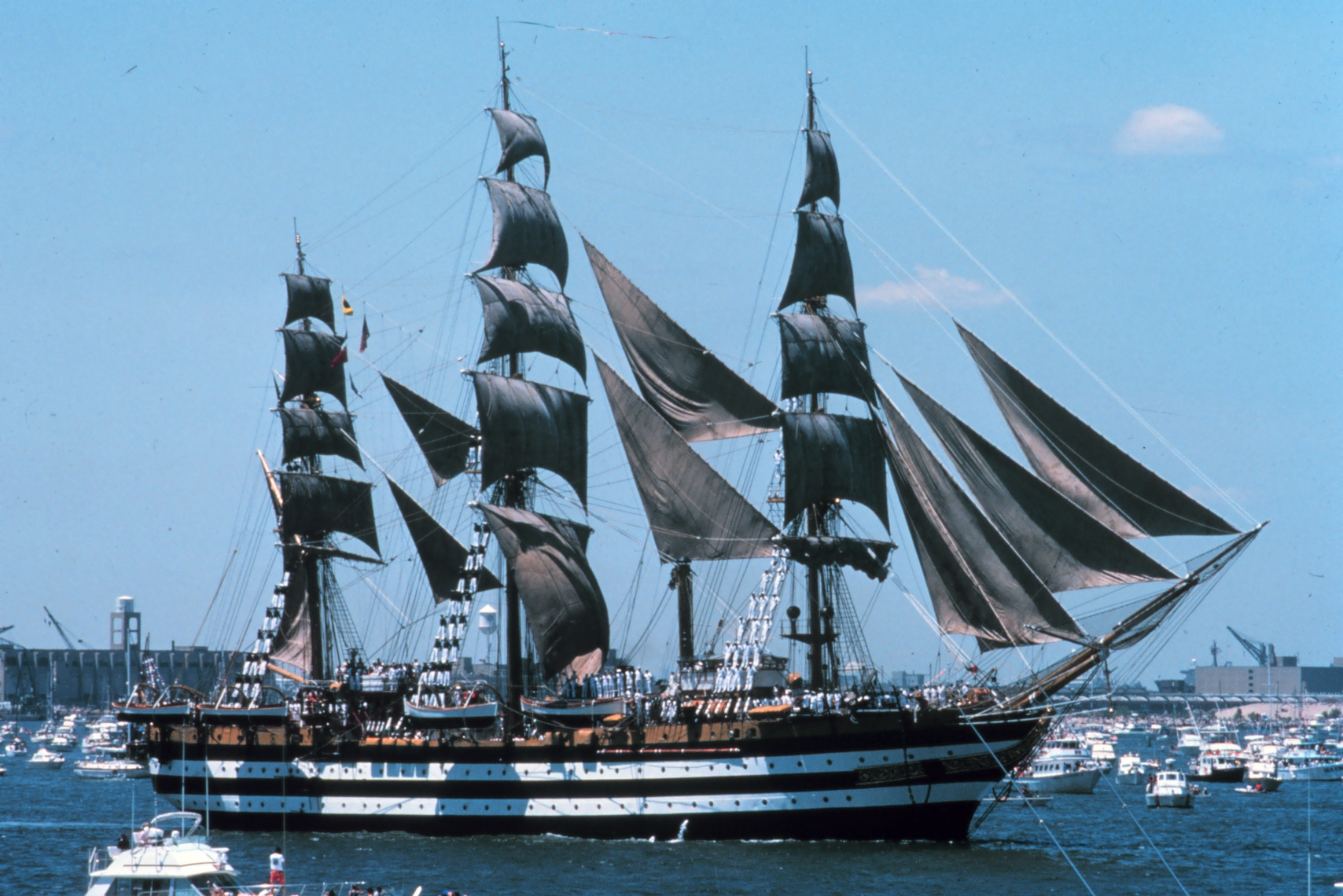
Il veliero a New York nel 1976
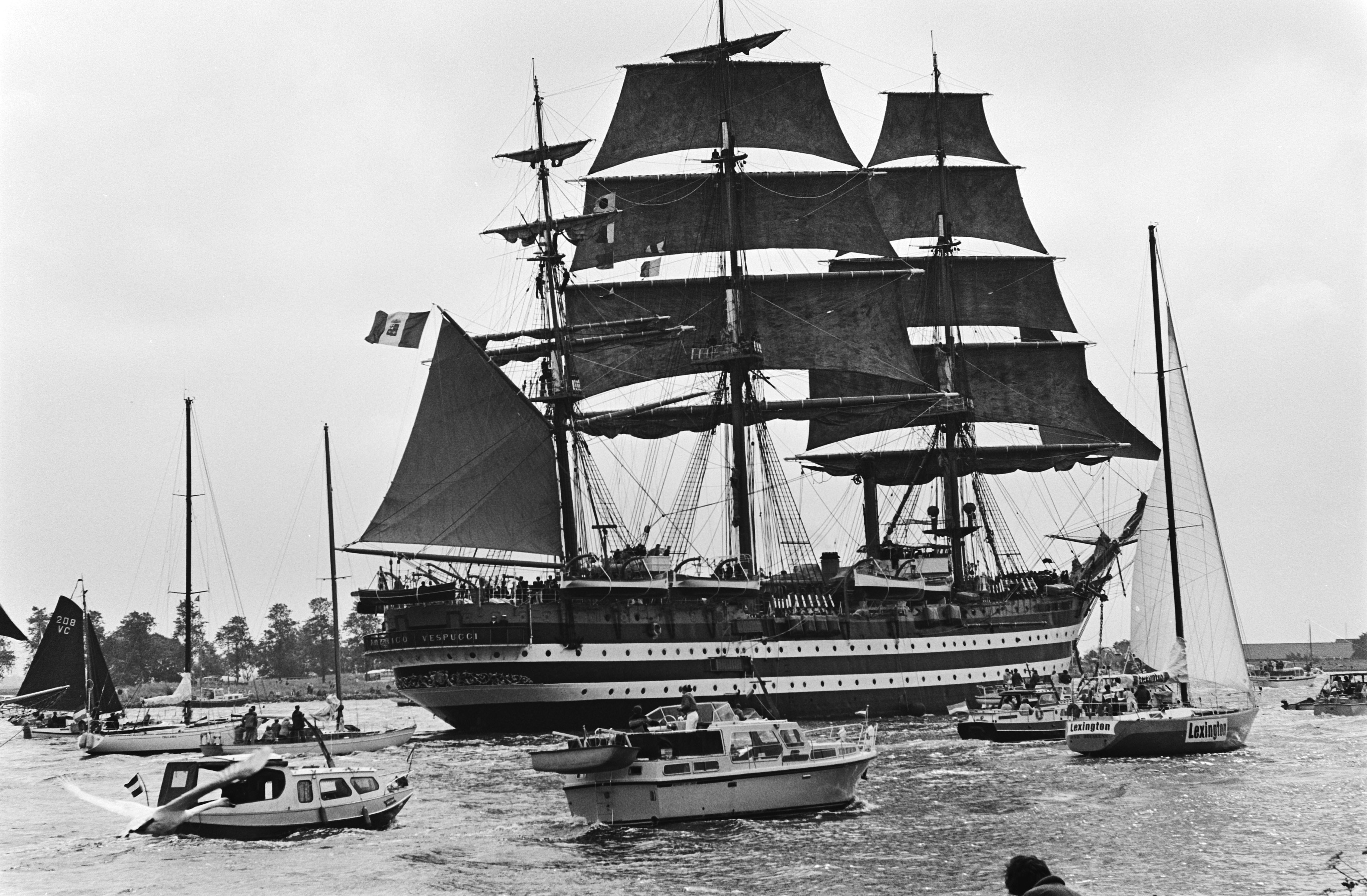
Il veliero nel porto di Amsterdam nel 1980
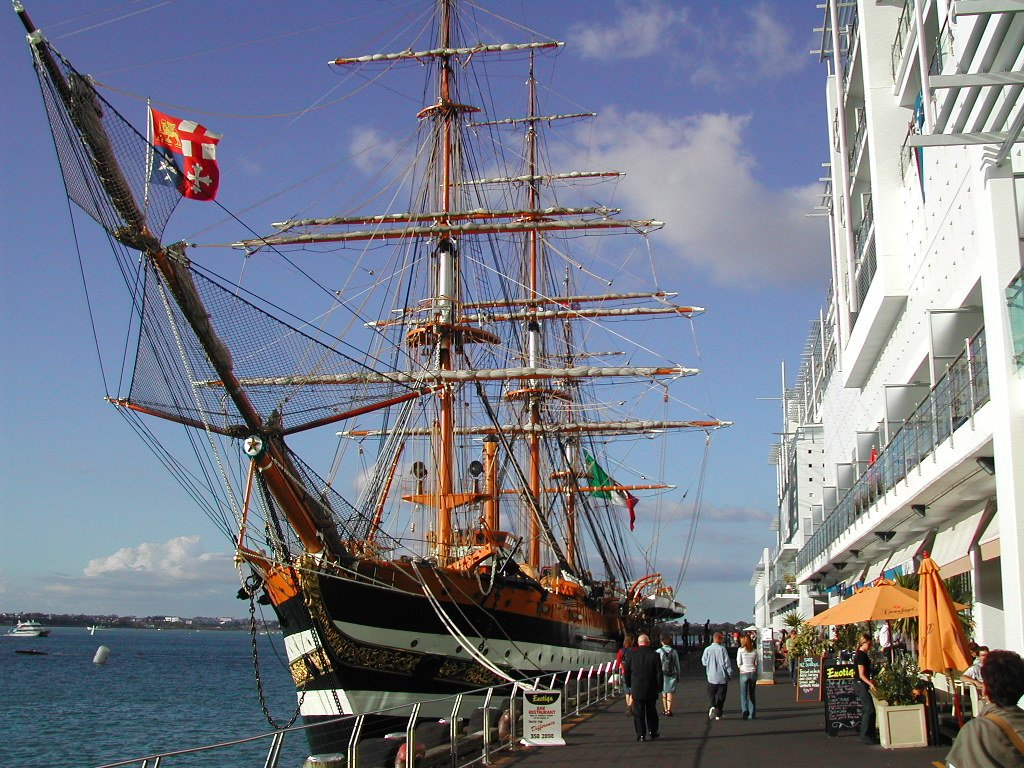
Il veliero a Auckland nel novembre del 2002
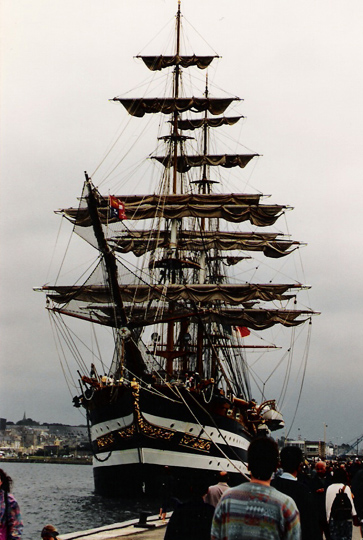
Il veliero nel porto di Saint-Malo nel 2004
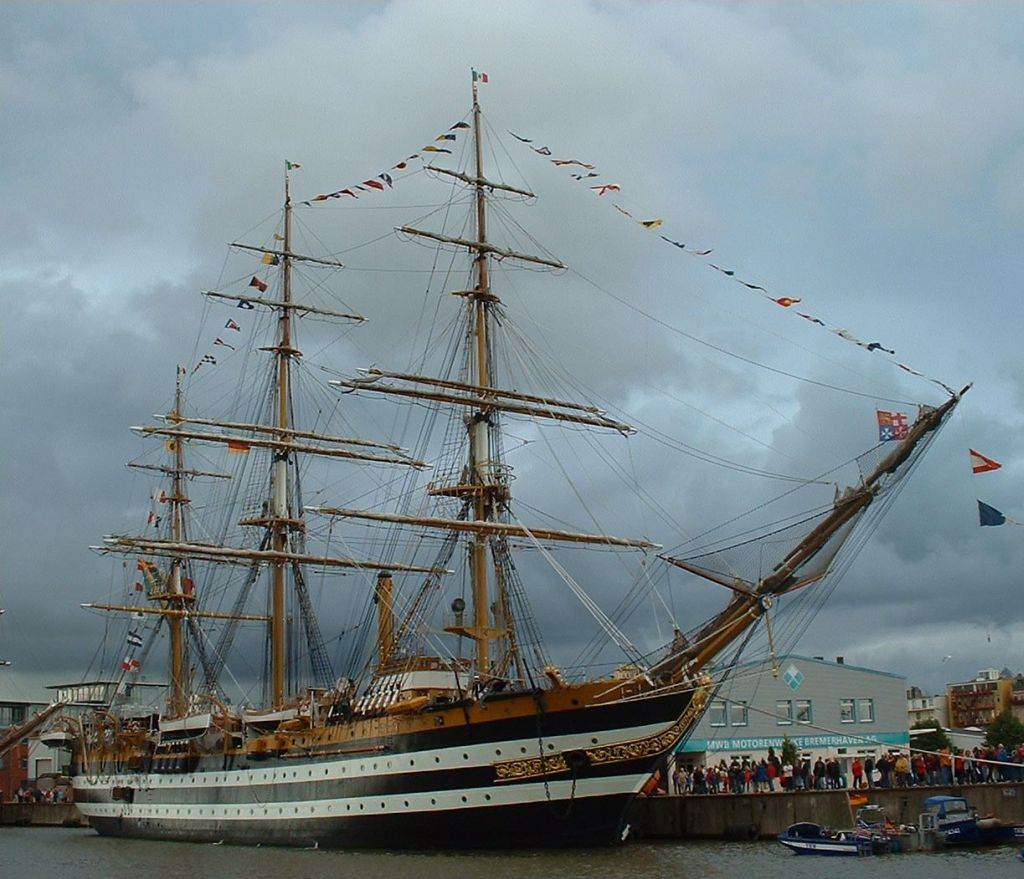
Il veliero a Bremerhaven nel 2005
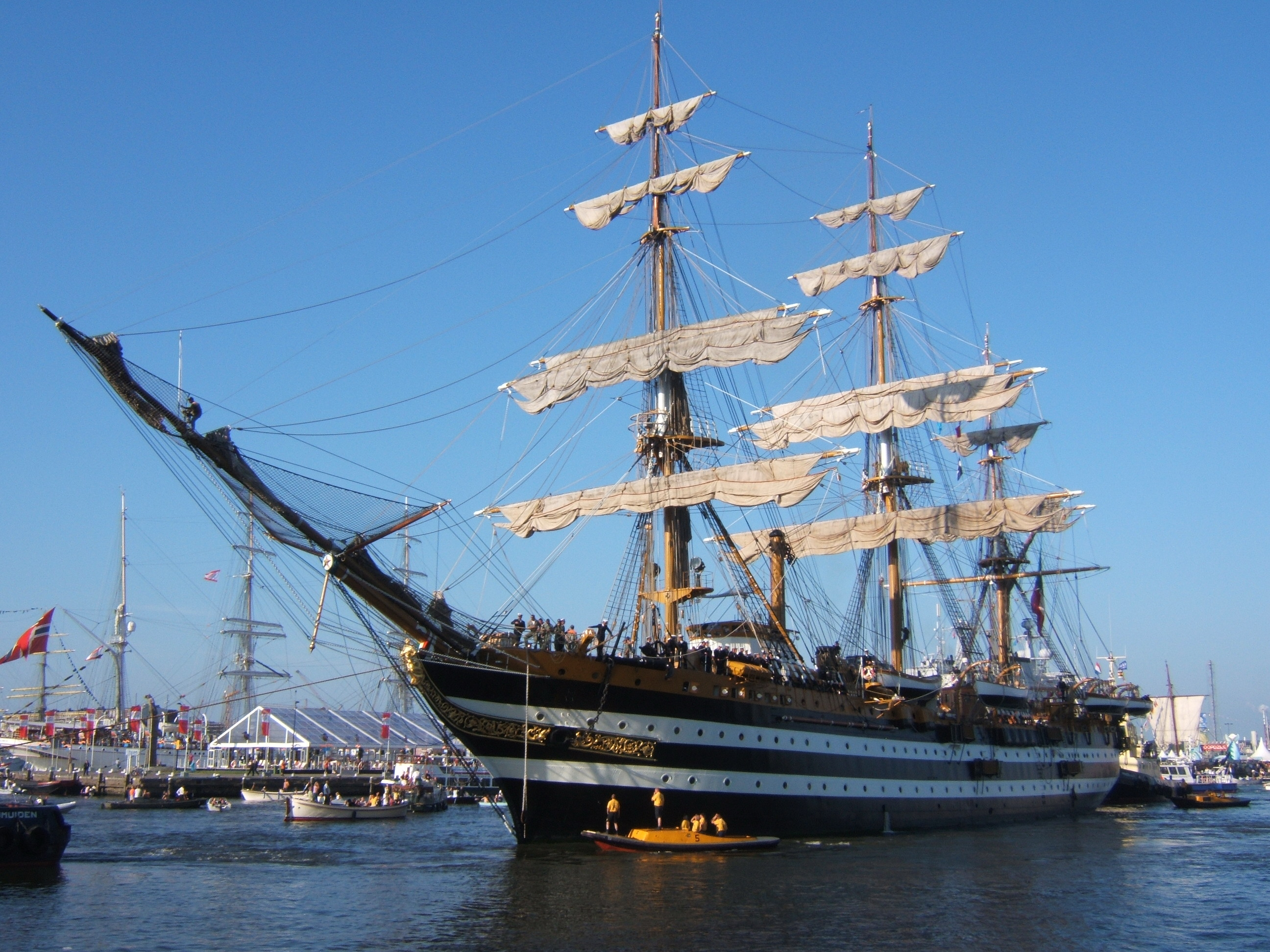
Il veliero ad Amsterdam nel 2005
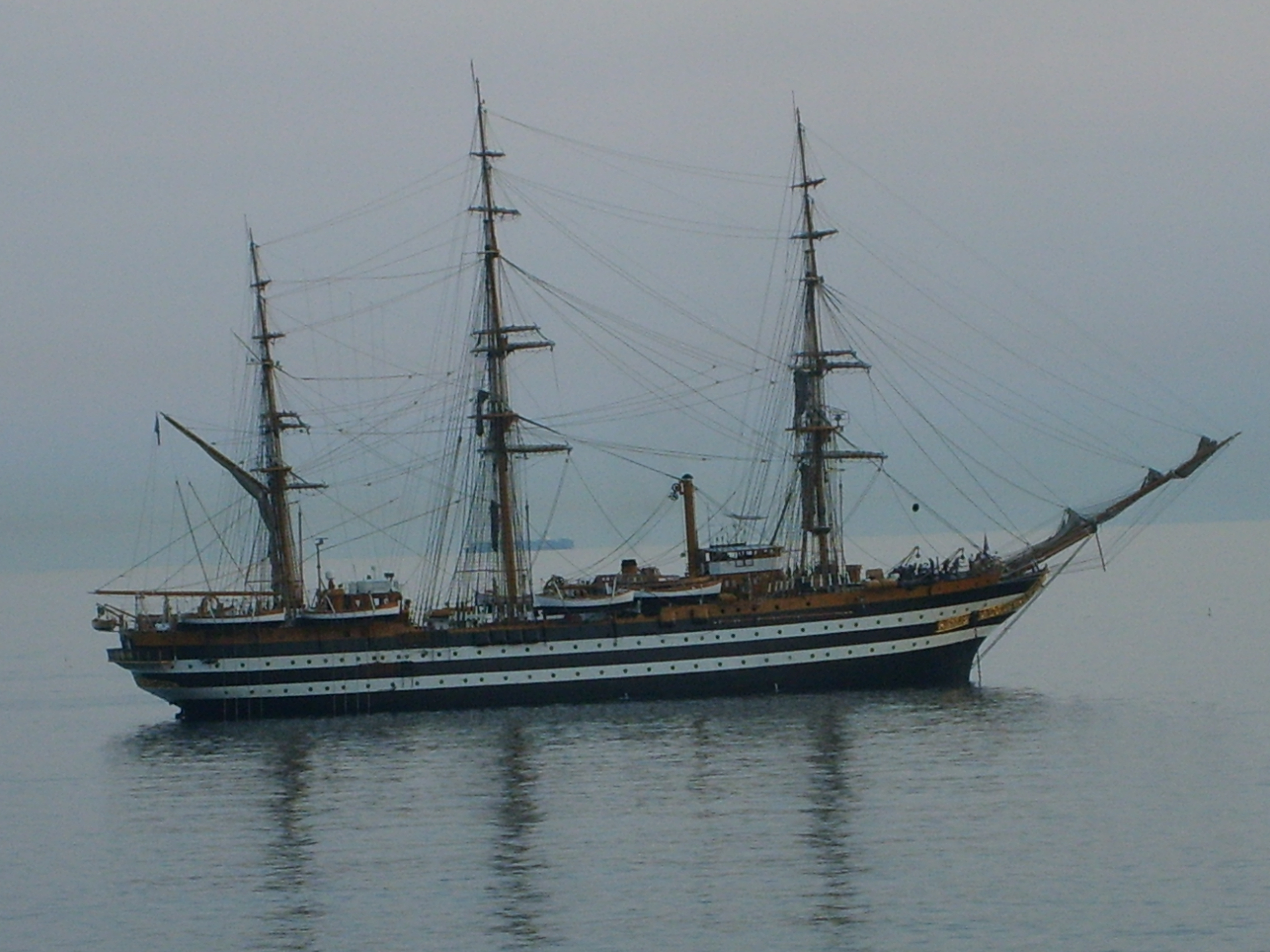
Il veliero a Genova nel 2007
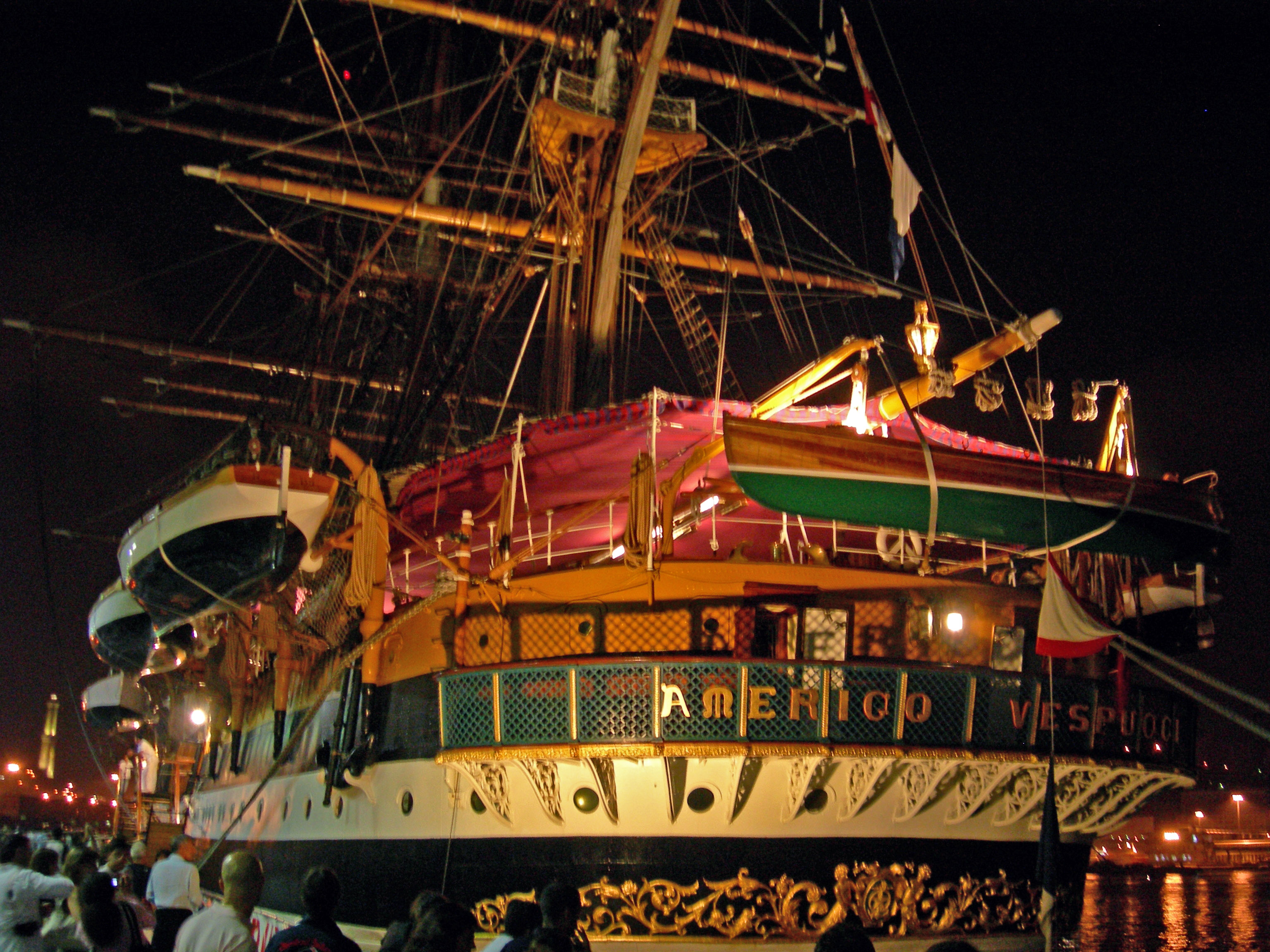
Il veliero al porto antico di Genova nel 2007
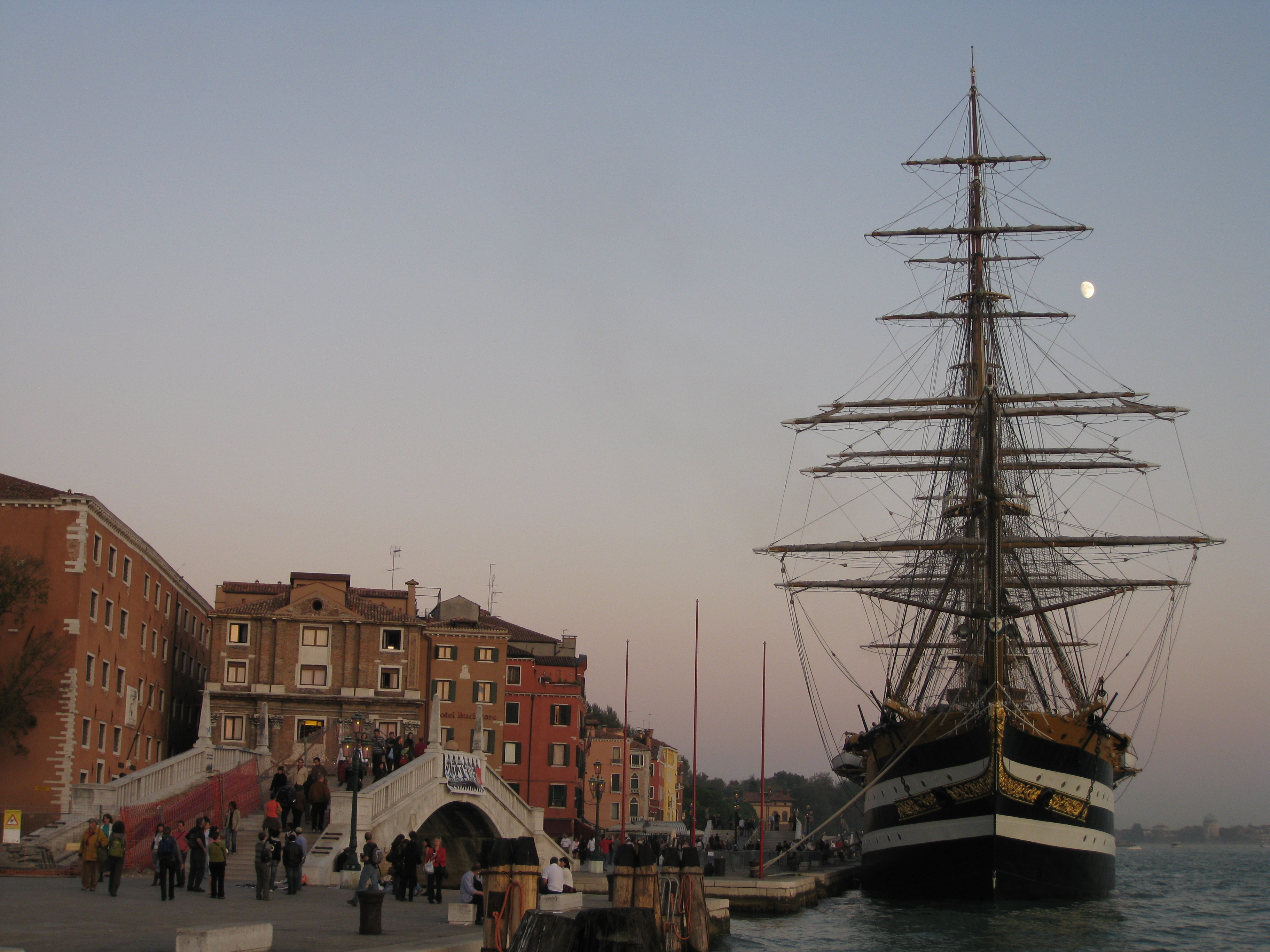
Il veliero a Venezia nel 2008
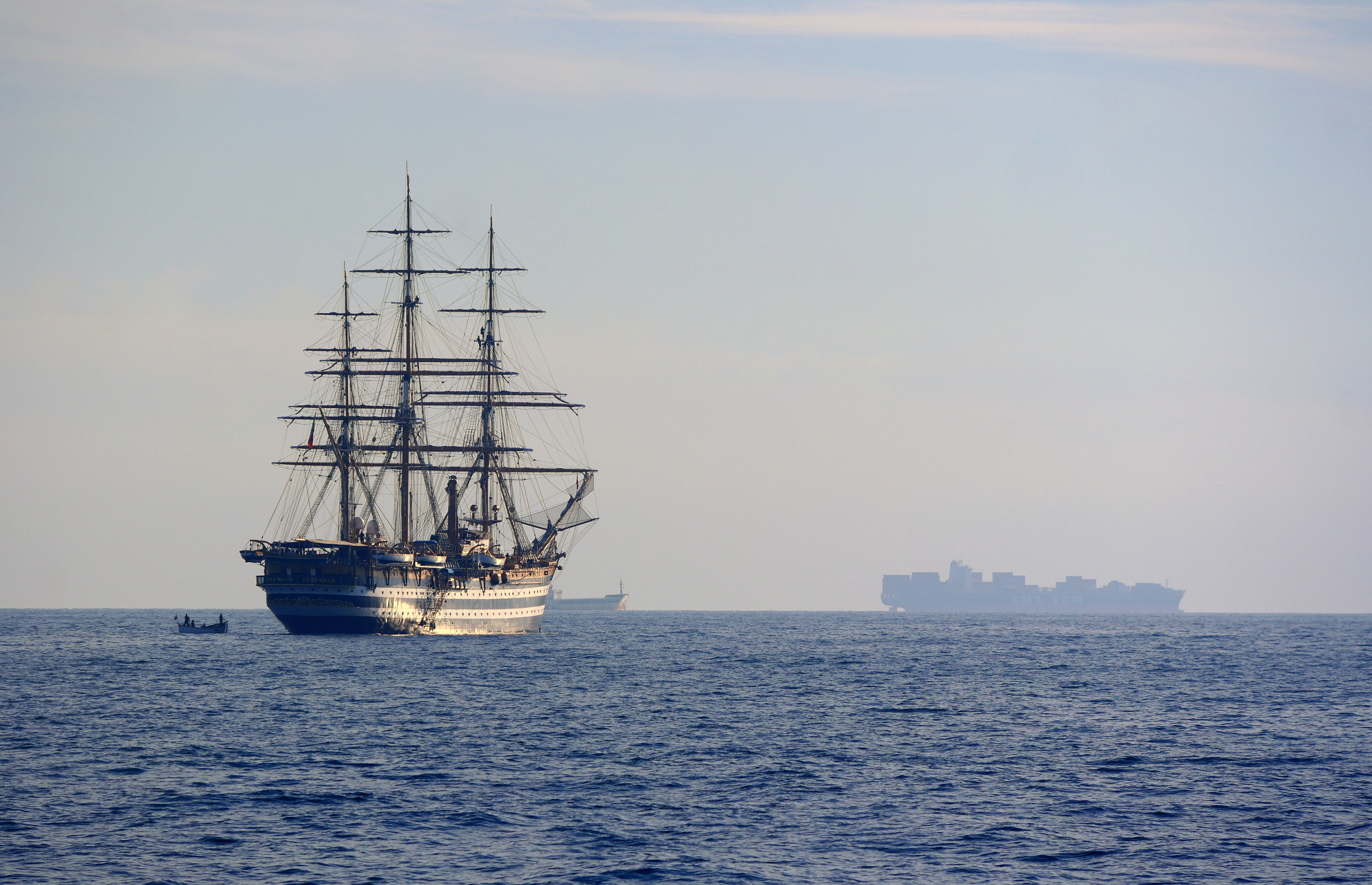
Il veliero al largo di Livorno nel settembre del 2016
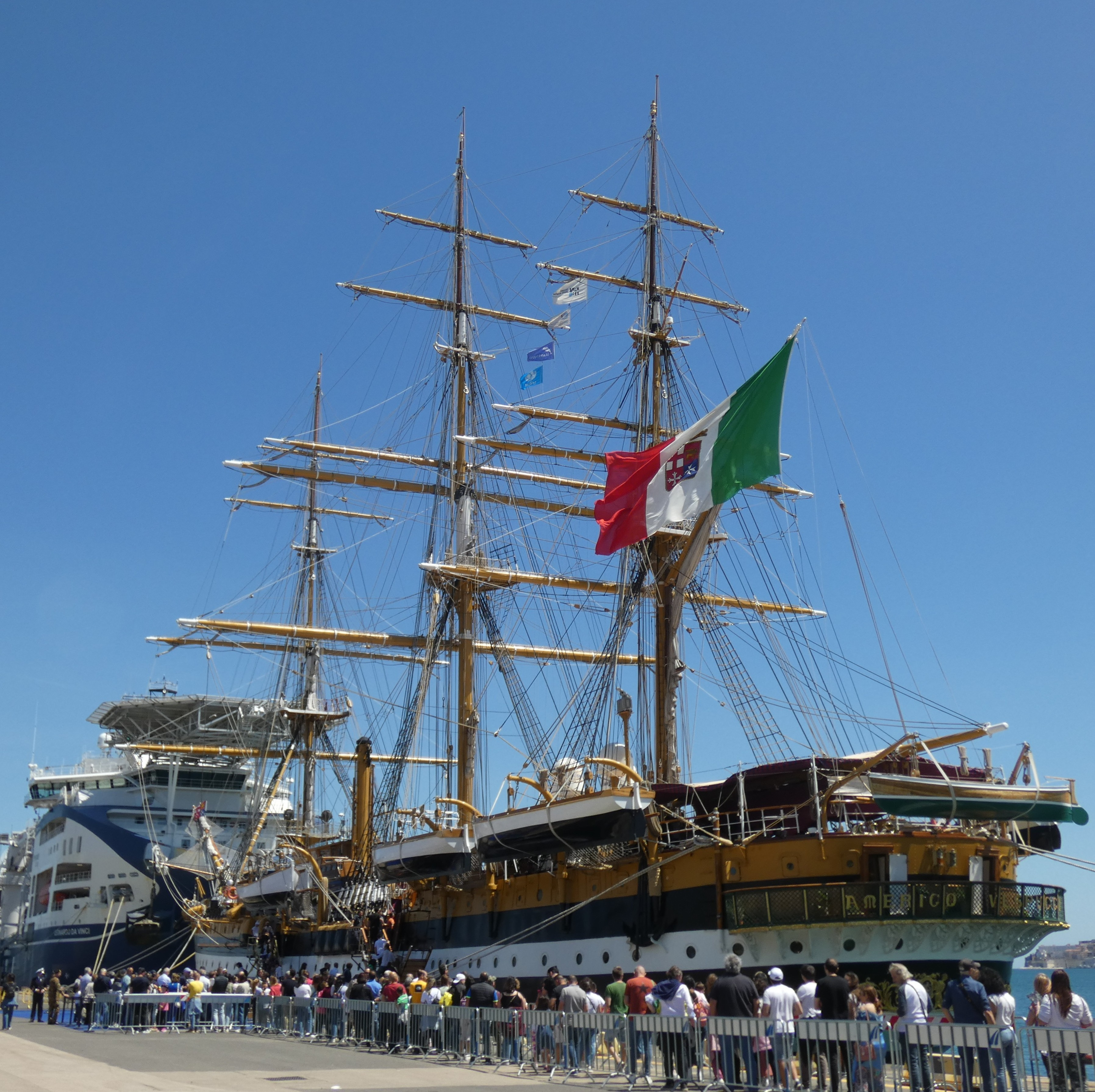
Il veliero a Gaeta nel 2025
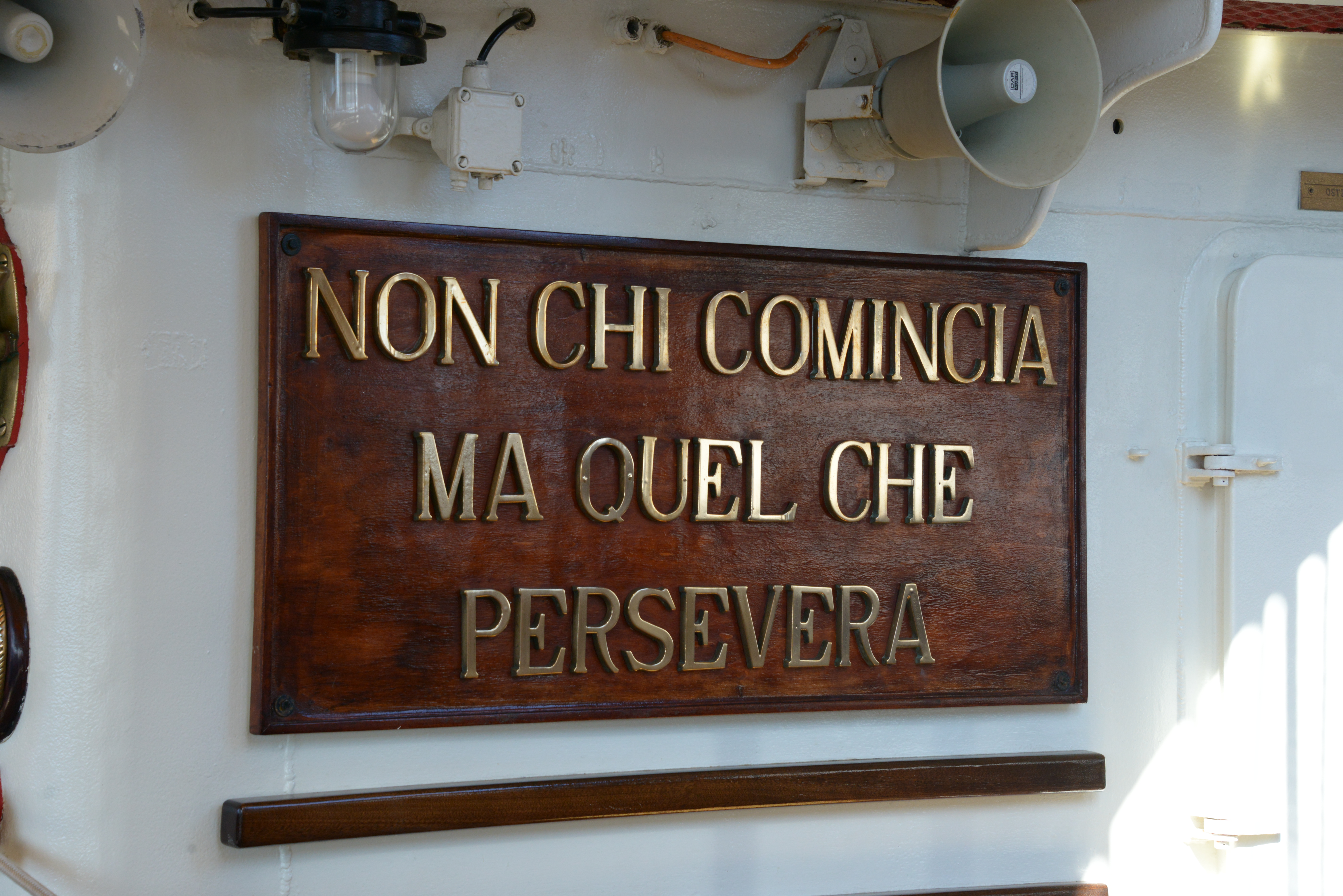
Il motto della nave
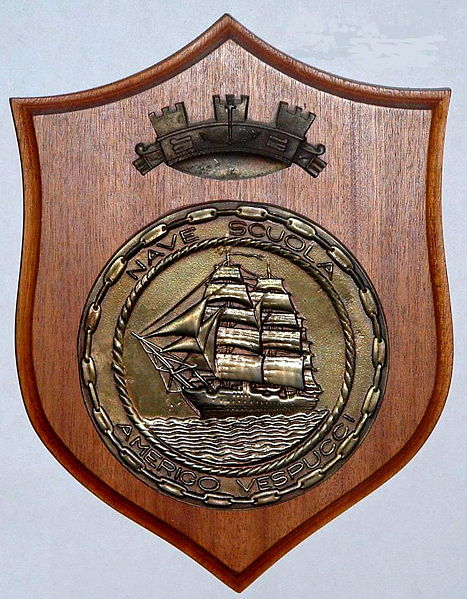
Il crest della nave scuola
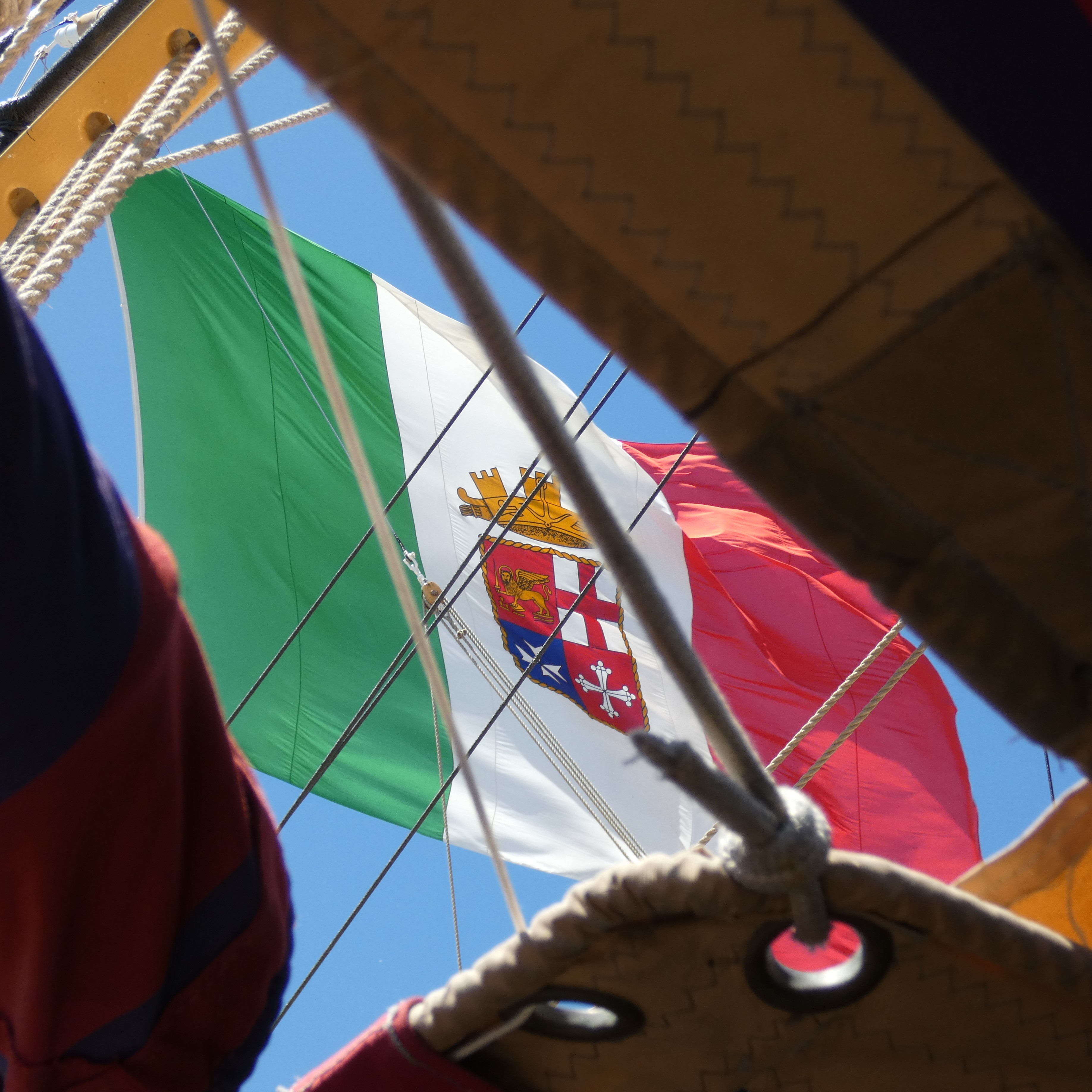
La bandiera militare della nave